# Вільям Клемп
Вільям Чарльз Клемп VC (28 жовтня 1892 – 9 жовтня 1917) — шотландський кавалер Хреста Вікторії, найвищої та найпрестижнішої нагороди за доблесть перед обличчям ворога, якою можуть бути нагороджені сили Великої Британії та Співдружності націй.
Клемп народився 28 жовтня 1892 року в сім'ї Чарльза та Христини Дундас Клемп із Флемінгтона, Мотервелл.
Йому було 24 роки, і він був капралом 6-го батальйону Йоркширського полку (Олександра, принцеса Уельська), Британської армії, коли він був нагороджений VC за дії 9 жовтня 1917 року в Битва при Полчапелле, Бельгія, що призвели до його смерті.

## Цитата
|  | За найвидатнішу хоробрість, коли наступ був зупинений інтенсивним кулеметним вогнем з бетонних блокгаузів і снайперами в зруйнованих будівлях. Капрал Клемп кинувся вперед з двома людьми і спробував штурмувати найбільший блокгауз. Його перша спроба зазнала невдачі через те, що двоє людей, які були з ним, були виведені з ладу, але він одразу ж зібрав кілька бомб і, закликавши двох людей слідувати за ним, знову кинувся вперед. Він першим дістався до блокгаузу і кинув бомби, убивши багатьох його мешканців. Потім він увійшов і виніс кулемет і близько двадцяти полонених, яких повернув під сильним вогнем сусідніх снайперів. Потім цей сержант знову пішов вперед, підбадьорюючи та піднімаючи бойовий дух людей, і зумів штурмувати кілька снайперських постів. Він продовжував демонструвати найбільший героїзм, поки не був убитий снайпером. Його чудова мужність і самопожертва мали величезне значення і полегшили, безсумнівно, дуже критичну ситуацію. |

Клемп увічнений на Меморіал Тайн-Кот. Його Хрест Вікторії виставлений у музеї Грін Ховардс, Річмонд (Північний Йоркшир), Північний Йоркшир, Англія.

## Зовнішні посилання
- Армія спасіння
- Вільям Клемп на сайті Find a Grave (англ.)